# Момчило Цветковић
Момчило Цветковић је био дипломирани филолог и главни уредник Пиротског зборника. Рођен је 1942. године а умро је 2007. године.

## Биографија
Завшрио је основну школу и гимназију у Пироту а касније је дипломирао на Филозофском факултету у Београду на катедри за југословенску и светску књижевност.
После одслужења војног рока запослио се у локалном листу Слобода где је радио као коректор. Био је и директор Дома културе неко време али у то време није прекидао ангажман у Слободи. Писао је за лист рубрику Мијалко Раснички вам пише. Такође је пратио рад Народног позоришта у Пироту те је критички осврт на представе управо објављивао у Слободи. У том листу је дочекао пензију. Био је стални дописник Танјуга и нишке телевизијске станице Белами. 
Јако је мало текстова објављивао али је ипак објавио у Пиротском зборнику дневник догађаја у време НАТО агресије под насловом Милосрдни анђео. 
Неко време се бавио и политиком те је био и председник Оштинског одбора СПС и посланик републичког парламента. 
У слободно време је свирао виолину и био је члан културно-уметничког друштва.